# Margarida Rosa da Silva Izata
Margarida Rosa da Silva Izata (10 de julio de 1958) es embajadora de Angola ante las Naciones Unidas.

## Trayectoria profesional
Estudió Economía en Academia de Estudios Económicos de Bucarest, y posteriormente, en 2004 realizó un postgrado en la Universidad de Sofía sobre prevención y resolución de conflictos.
Presentó sus documentos oficiales en Ginebra para identificarse como embajadora de Angola ante las Naciones Unidas en mayo de 2018. Fue nombrada embajadora por el presidente João Lourenço. Angola fue invitada a presentar sus avances en la Convención sobre los Derechos del Niño. En Angola se produjeron progresos, pero siguieron existiendo muchos problemas con los jóvenes, como el trabajo infantil en las minas de diamantes.